# Порт-Эгмонт
Порт-Эгмонт (англ. Port Egmont) — первое британское поселение на Фолклендских или Мальвинских островах (исп. Malvinas), расположенное на острове Сондерс (англ. Saunders) или Тринидад (исп. Trinidad), существовавшее в период 1765—1774 годов.

## История
Порт Эгмонт был основан 25 января 1765 года экспедицией коммодора Джона Байрона, которая состояла из корабля «Дельфин» (HMS Dolphin), шлюпа «Тамар» (HMS Tamar) и транспорта «Флорида» (HMS Florida). Экспедиция оставила после себя пункт приема воды и овощные грядки. Через год, в январе 1766 года сюда прибыла другая экспедиция во главе с капитаном Джоном Макбрайдом на фрегате «Ясон» (HMS Jason) и бомбардирском корабле «Каркас» (HMS Carcass), в честь которых названы острова Каркасс и Ясон, и транспорте снабжения «Эксперимент» (HMS Experiment). Чтобы закрепить за собой новое владение, капитан приказал одному из кораблей остаться в Порт-Эгмонт и развивать поселение, и в результате появились гарнизон и нескольких постоянных строений.
В следующие несколько лет появились конфликтующие притязания французов и испанцев, и британцы использовали Порт-Эгмонт как основание для своих территориальных претензий. В начале 1770 года испанский командир Дон Хуан Игнасио де Мадариага кратковременно посетил поселение, впоследствии вернулся с 5 военными кораблями и 1400 солдат, и изгнал британцев. В 1771 году, после угрозы войны с Испанией, колония была восстановлена капитаном Скоттом с фрегатом «Джюно» (HMS Juno), шлюпом «Хаунд» (HMS Hound) и транспортом Florida, который был и при основании первого поселения. Порт стал местом остановки для кораблей, огибающих мыс Горн. 
В середине мая 1774 года, Соединённое Королевство покинуло Фолклендские острова. Причиной оставления было секретное устное обещание Великобритании покинуть острова. В обмене письмами между послами Испании и Франции в Лондоне, а также в британских дипломатических нотах, прямо указано, что британцы покинут Фолклендские острова, когда Испания восстановит честь, запятнанную принудительным выдворением британцев из Порт-Эгмонта.